# Snellenius atratus
Snellenius atratus är en stekelart som beskrevs av Roy D. Shenefelt 1968. Snellenius atratus ingår i släktet Snellenius och familjen bracksteklar. Inga underarter finns listade i Catalogue of Life.